# Hodošov les
Hodošov les je přírodní rezervace v oblasti Muráňská planina.
Nachází se v katstrálním území města Revúca v okrese Revúca v Banskobystrickém kraji. Území bylo vyhlášeno či novelizováno v roce 1998 na rozloze 21,9800 ha. Ochranné pásmo nebylo stanoveno.